# Miki Fujimoto
Miki Fujimoto, nata Miki Shōji e conosciuta anche come Mikitty (in lingua giapponese 藤本 美貴; Takikawa, 26 febbraio 1985), è una cantante, attrice e modella giapponese.
Nel 2003 è entrata a far parte come membro della sesta generazione del gruppo pop Morning Musume, in cui è rimasta fino al 2007 e di cui è stata quinta leader.
Aveva già debuttato nel 2002 da solista per l'Hello! Project con il singolo Aenai Nagai Nichiyōbi.